# Rubio's Fresh Mexican Grill
Rubio's Fresh Mexican Grill, anteriormente conocido como Rubio's Baja Grill, o simplemente conocido como Rubio's, es una cadena de restaurantes de comida rápida casual al estilo "Fresh Mex" que se especializa en comida mexicana de mariscos, con un énfasis en tacos de pescados. Al 2007, Rubio's opera, licencias o franquicias con más de 170 restaurantes en California, Arizona, Colorado, Utah y Nevada. Rubio's fue recientemente seleccionado como el "Mejor de los Mejores (Comida barata)" por el San Diego Magazine  en su edición de junio de 2008. Tiene su sede en Carlsbad.
Según el fundador Ralph Rubio, él y algunos amigos se encontraban en las vacaciones de primavera del San Diego State University en San Felipe, cuando por primera vez probaron unos tacos de pescados en un restaurante local, y se inspiró en eso para abrir un restaurante en su ciudad natal, San Diego, California. Desde entonces, la popularidad de los tacos de pescado se ha extendido por todo California, aunque siguen siendo poco frecuentes en otros lugares. Los tacos de pescados del Rubio se hacen con abadejo alaskense, que luego se pone a freír, y es servido en una tortilla de maíz, aunque opcionalmente se ofrecen con una tortilla de harina. 
El primer restaurante del Rubio fue inaugurado en 1983 en un antiguo sitio de Orange Julius en Mission Bay Drive en San Diego. 